# Mauro Bernardini
Giuseppe Mauro Bernardini (Cutigliano, 6 novembre 1776 – Firenze, 16 marzo 1844) è stato un letterato e religioso italiano.

## Biografia
Appartenente all'ordine dei padri scolopi, rettore delle Scuole Pie di Firenze, Mauro Bernardini fu nominato dal granduca di Toscana Ferdinando III "Regio censore e revisore per la stampa del granducato", incarico che mantenne per trent'anni, anche sotto il granduca Leopoldo II.
Mite per carattere, «in bella fama di liberalità d'animo», padre Mauro Bernardini non ebbe molte occasioni di operare e molti esponenti della cultura italiana del tempo, perseguitati o che non trovavano l'ambiente ideale in patria, poterono trovare asilo in Toscana, come accadde a Giacomo Leopardi, Alessandro Manzoni, Guglielmo Pepe, Niccolò Tommaseo.